# Maoridrilu michaelseni
Maoridrilu michaelseni är en ringmaskart som beskrevs av Ude 1905. Maoridrilu michaelseni ingår i släktet Maoridrilu och familjen Acanthodrilidae. Inga underarter finns listade i Catalogue of Life.